# Hodgkinsonia
Hodgkinsonia là một chi thực vật có hoa trong họ Thiến thảo (Rubiaceae).

## Loài
Chi Hodgkinsonia gồm các loài: